# 이희승 (1913년)
이희승(1913년 10월 2일~1995년 12월 18일)은 대한민국의 정치인이다. 제6대 국회의원을 지냈다.

## 역대 선거 결과
|  | 30.48% |

|  | 17.68% |

|  | 23.88% |

|  | 21.31% |

|  | 38.85% |

|  | 8.65% |